# Белеєнки
Беле́єнки (рос. Белеенки) — присілок у складі Даровського району Кіровської області, Росія. Входить до складу Даровського міського поселення.
Населення становить 35 осіб (2010, 37 у 2002).
Національний склад станом на 2002 рік — росіяни 94 %.